# 八坂神社 (郡上市)
八坂神社（やさかじんじゃ）は、岐阜県郡上市に鎮座する神社である。
毎年7月16日の天王祭が行なわれる。この日の郡上踊りは、この八坂神社で開催される。

## 祭神
- 牛頭天王

## 由緒
1655年（明暦2年）創建。郡上八幡城の裏鬼門の守りとして建立されたという。かつては「天王社」「祇園社」と呼称されていた。現在の名称は明治以降である。

## 境内社
- 徳若稲荷神社

## 交通機関
- 長良川鉄道郡上八幡駅より約2km
- 岐阜バス高速八幡線、高速名古屋・八幡線、美濃八幡線、八幡線、荘川八幡線「城山トンネル」バス停下車。
- 岐阜バスコミュニティ八幡明宝線、和良線「城山トンネル」バス停下車。